# Luna (yacht)
M/Y Luna är en megayacht tillverkad av Lloyd Werft i Bremen i Tyskland. Den levererades 2010 till den ryske oligarken Roman Abramovitj, som ägde den fram till 2014 när han sålde den till en annan oligark, azerisk-ryske Fərhad Əhmədov för 360 miljoner amerikanska dollar. Əhmədov renoverade den för ytterligare 50 miljoner dollar och fick den åter 2016. I oktober året därpå gick Luna in i hamnen Mīnā' Rāshid i Dubai i Förenade Arabemiraten för underhåll men där blev den beslagtagen av emiratiska myndigheter på grund av en långdragen skilsmässa mellan Fərhad Əhmədov och dennes fru Tatjana Achmedova. Rättsprocessen startades redan 2003 och en potentiell skilsmässouppgörelse var värderad till 453 miljoner brittiska pund. I april 2018 bestämde High Court of Justice i Storbritannien om att megayachten skulle ingå i skilsmässouppgörelsen men i november avfärdade en shariadomstol i Dubai det brittiska domstolsbeslutet och gick på Fərhad Əhmədovs linje. Megayachten släpptes av emiratiska myndigheter i mars 2019. I augusti året därpå gav emiratet Dubais kassationsdomstol sitt slutliga utlåtande och ansåg Tatjana Achmedova hade ingen rätt att ta megayachten ifrån hennes före detta make. I juli 2021 kom Fərhad Əhmədov och Tatjana Achmedova överens om en förlikning och där megayachten inte ingick.
Luna designades exteriört av Newcruise och interiört av Donald Starkey. Den är 114,2 meter lång och har en kapacitet på 18 passagerare fördelat på nio hytter. Luna har också en besättning på 49 besättningsmän och minst två helikoptrar.

## Galleri

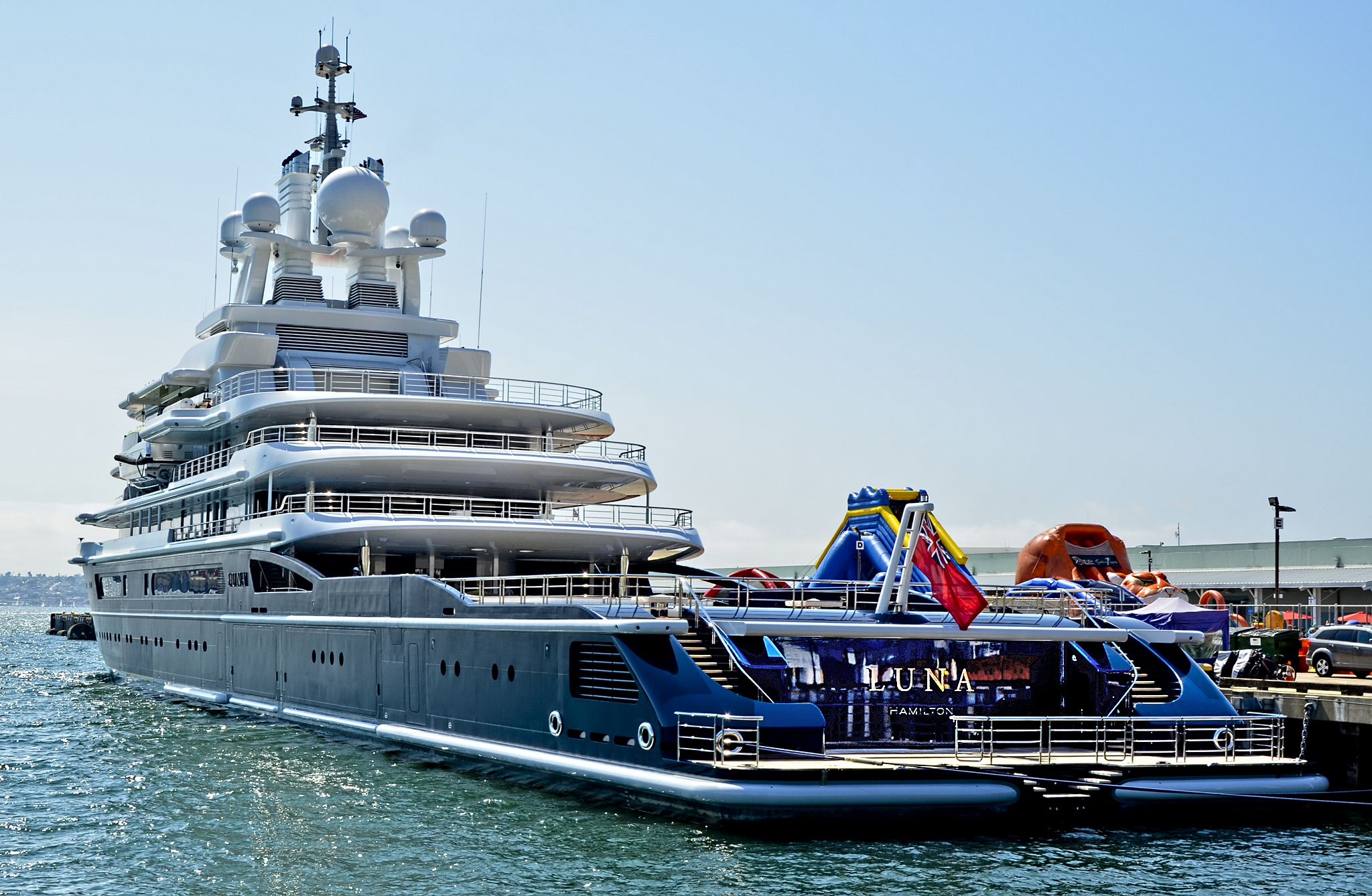
Luna i San Diego, Kalifornien i USA, 2013.